# Континентално подножие
Континенталното подножие е един от основните елементи на подводния край на континентите, което е разположено между основата на континенталния склон и абисалното дъно. Някои изследователи отнасят континенталното подножие към океанското дъно, като прекарват границата на подводните краища на континентите по основата на континенталния склон. В структурно-геоложко отношение континенталното подножие представлява дълбоко понижение на границата между континенталната и океанската земна кора, което е запълнено с мощни седиментни наслаги. Най-древните седименти по континенталното подножие, открити при дълбоки сондажи, са от юрския период, но не е изключено да има и наслаги от по-древни епохи. В геоморфоложко отношение континенталното подножие преди всичко представлява акумулативна наклонена (до 2,5°), на места хълмиста равнина (например южно от остров Нюфаундленд), с ширина до 600 km и дълбочина до 6000 m. Тази равнина се е образувала благодарение на натрупването на пренесени от континенталния склон седиментни материали. Съществено значение за строежа на континенталното подножие имат подводните наносни конуси образувани от вливащите се реки и обичайно са привързани към устията на подводните речни каньони. На много места обаче, континенталното подножие отсъства под континенталния склон. По богатство на органичен живот континенталното подножия отстъпва на континенталния склон и в това отношение е по близо до абисалното дъно.